# Festa di santa Rosalia

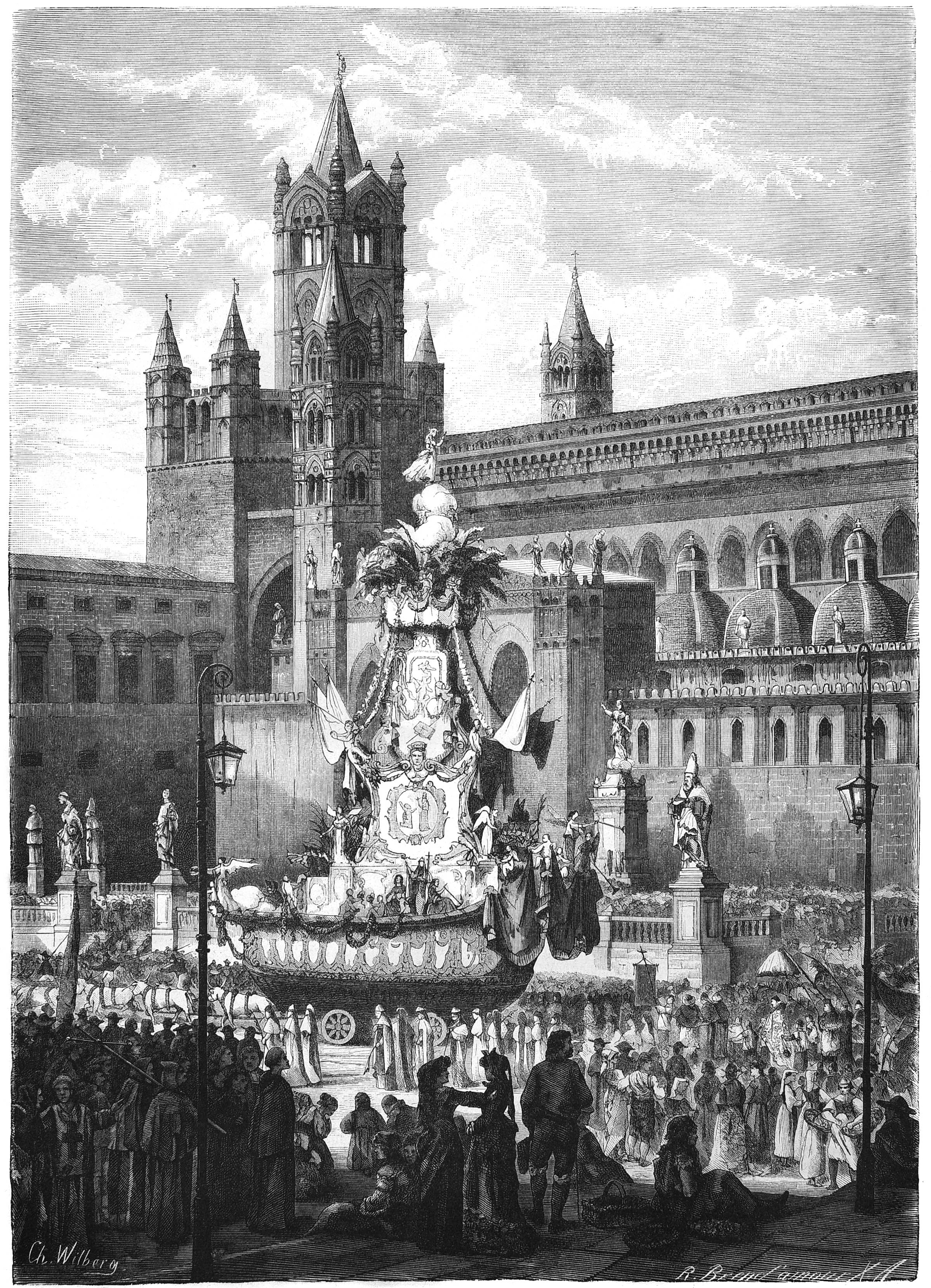
Festino di santa Rosalia, dobový obrázek z německého časopisu Gartenlaube z roku 1879

Festa di santa Rosalia, sicilsky U fistinu di santa Rosalia (česky Svátek či slavnost svaté Rozálie), je velký církevní svátek na Sicílii, který se slaví každoročně v Palermu ve dnech 10. až 15. července. Tento svátek se 400letou tradicí je více znám (včetně oficiálních italských i zahraničních pramenů) pod tradičním názvem jako Festino di santa Rosalia (název je to svým způsobem paradoxní, neboť italský výraz festino znamená "malý svátek" či "malá slavnost"). Slavnost je registrována italskou ústřední organizací L'Istituto centrale per la demoetnoantropologia (IDEA), zřízenou v roce 2007, jako jedna z nehmotných památek kulturního dědictví Itálie.

## Historie

### Původ oslav
V roce 1624 bylo město Palermo a okresy Santa Agatha, Santa Cristina, Sant'Oliva a Santa Ninfa stiženy morovou epidemií. V době, kdy se lidé obraceli s modlitbami k patronům města, byly v jeskyni na hoře Pelegrino (Monte Pelegrino) objeveny ostatky poustevnice Rozálie, která zde žila ve 12. století. Dne 15. července 1624 byly tyto ostatky v průvodu, v jehož čele šel palermský arcibiskup a přední představitelé veřejného života, přeneseny do města. Za několik dní poté morová epidemie ustoupila. První slavnost se z podnětu představitelů katolické církve konala už v roce 1625. Trasa procesí byla však tehdy mnohem kratší, neboť stříbrná schránka s ostatky poustevnice Rozálie byla při prvních oslavách pouze přenesena z arcibiskupského paláce do palermské katedrály. Za svatou byla Rozálie prohlášena až o 5 let později, v roce 1630.

### Rozvíjení tradice

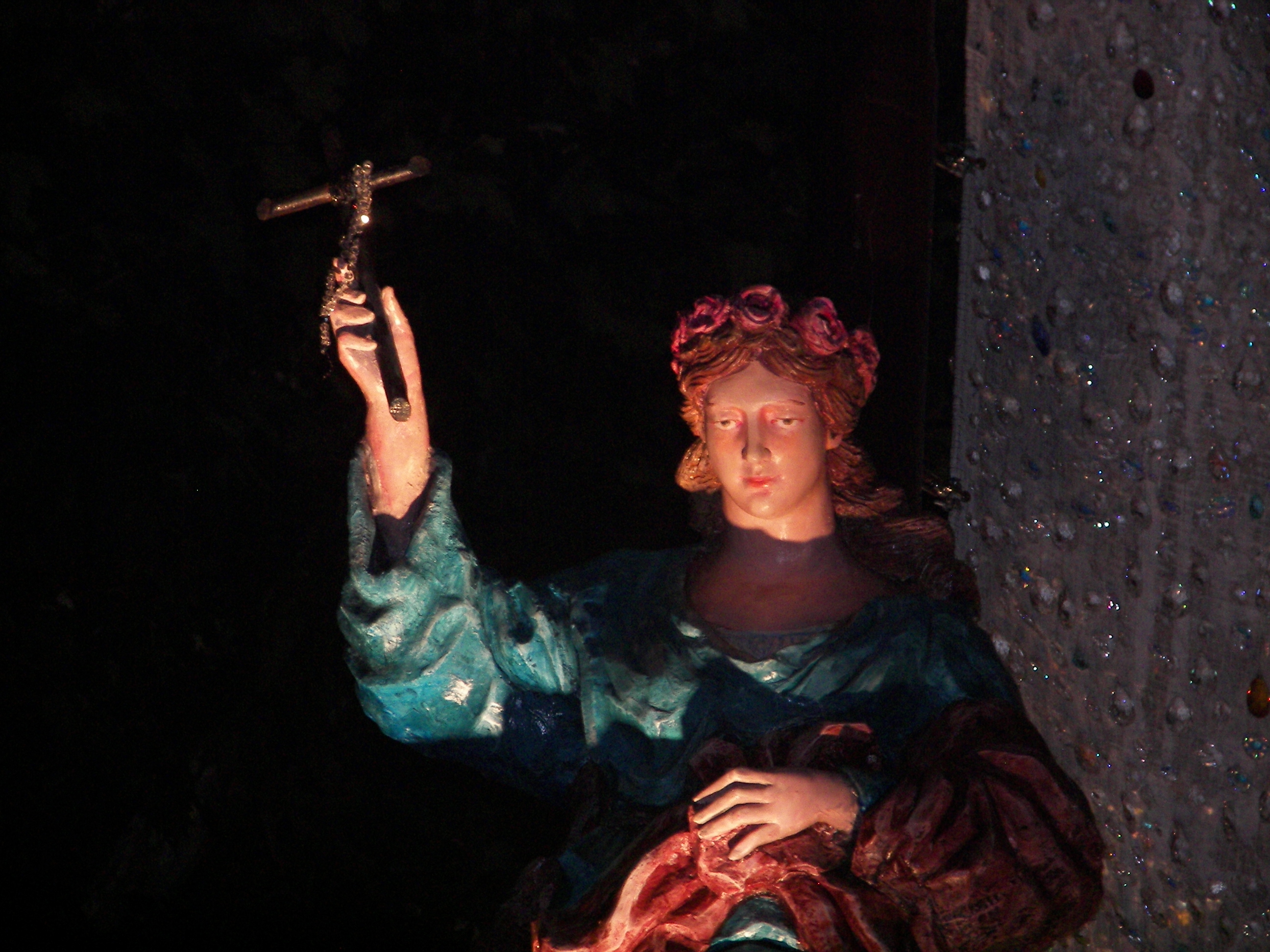
Soška svaté Rozálie ve svátečním průvodu 14. července 2007

Trasa průvodu se postupně prodlužovala a také stoupal počet účastníků procesí. Tradicí se stalo, že významnou část průvodu tvoří laická bratrstva z různých měst a obcí. Jako první založili Bratrstvo svaté Rozálie (Confraternita di Santa Rosalia) v Sacchi místní holiči a ševci již v roce 1635. Od roku 1674 až do dnešních dnů je nesením stříbrné schrány s ostatky svaté Rozálie při procesí 15. července pověřováno bratrstvo Confraternita Santa Rosalia dei Muratori (muratori = italsky "zedníci"). V roce 1686 byl poprvé součástí průvodu velký triumfální vůz, který v průběhu staletí dostával různé podoby. Vůz, na němž je umístěna socha svaté Rozálie, míval nejčastěji podobu lodě nebo věže a byl konstruován tak, aby ho bylo možné protáhnout ulicemi v centru Palerma. Například ale v roce 1896 byl na návrh spisovatele a národopisce Giuseppe Pitreho postaven tak velký vůz, že se procesí muselo konat za městem. V roce 1924, při oslavách 300. výročí objevení ostatků svaté Rozálie, hlavní část vozu tvořila věž, vysoká 25 metrů. Několikrát byl vůz ztvárněn také v podobě růžové zahrady.

## Nové milénium

### Od 90. let 20. století do 21. století
Festino di santa Rosalia je dodnes směsí lidových tradic, folklóru a katolických církevních obřadů. Program červencových oslav se v hlavních bodech příliš neliší od podoby, kterou slavnost získala již v 17. století. Hlavní oslavy probíhají ve dnech 14. a 15. července. První z těchto dnů má charakter spíše lidové slavnosti. Program začíná již odpoledne divadelními vystoupeními a koncerty v prostoru u katedrály. Při přípravě tohoto programu, který je od 90. let 20. století velice pestrý a bohatý, bývají angažováni význačnější umělci. Pokud jde o tradice, součástí večerního průvodu je mj. i velká skupina bubeníků a také celý útvar silných mužů, oblečených jako námořníci, kteří táhnou vůz se sochou svaté Rozálie ulicemi města (v minulých staletích bývalo pro tento účel používáno volské spřežení). Velkolepou podívanou dokresluje produkce herců a akrobatů, kteří symbolicky znázorňují boj temnoty a zla (mor) se světlem a radostí (zažehnání smrtící epidemie). Průvod postupuje od katedrály třídou Vittorio Emanuele (někdejší historická cesta Cassaro) přes křižovatku Quatro Canti, až projde branou Felice (Porta Felice) na mořský břeh. Zde je o půlnoci odpálen obrovský ohňostroj jako symbol zázračného uzdravení a vítězství nad morem.
Hlavní církevní slavnost se koná 15. července. Po bohoslužbě je z palermské katedrály vyzdvižena stříbrná schrána s ostatky svaté Rozálie a v doprovodu nejvyšších představitelů katolické církve na Sicílii a všech významných zástupců veřejného života je nesena opět stejnou trasou, kterou předchozího dne vykonal triumfální vůz. Součástí procesí jsou tradičně laická bratrstva, jejichž příslušníci jsou oděni do barevně odlišených plášťů se symboly a podobiznami svaté Rozálie. Procesí dojde na Piazza Marina poblíž zátoky Cala, kde k jeho účastníkům promluví představitelé církve – zpravidla je to osobně palermský arcibiskup. Součástí průběhu oslav jsou i symbolická zvolání, kterými má být vyjádřena pospolitost palermského lidu a církve. Nejčastěji je to heslo: "Viva Palermo e santa Rosalia!" ("Ať žije Palermo a svatá Rozálie!"). V pozdějších nočních hodinách na zpáteční cestě do katedrály účastníci procesí procházejí dalšími ulicemi v centru Palerma a v rukou nesou zapálené svíce.

### Tradiční pohoštění
Součástí oslav je i příprava a pouliční prodej tradičních sicilských jídel. Jsou to například tzv. babalucci - vaření šneci, ochucení česnekem a zelenou petrželkou, dále těstoviny se sardinkami, u purpu (vařené chobotnice), vařená kukuřice a meloun.

## Galerie

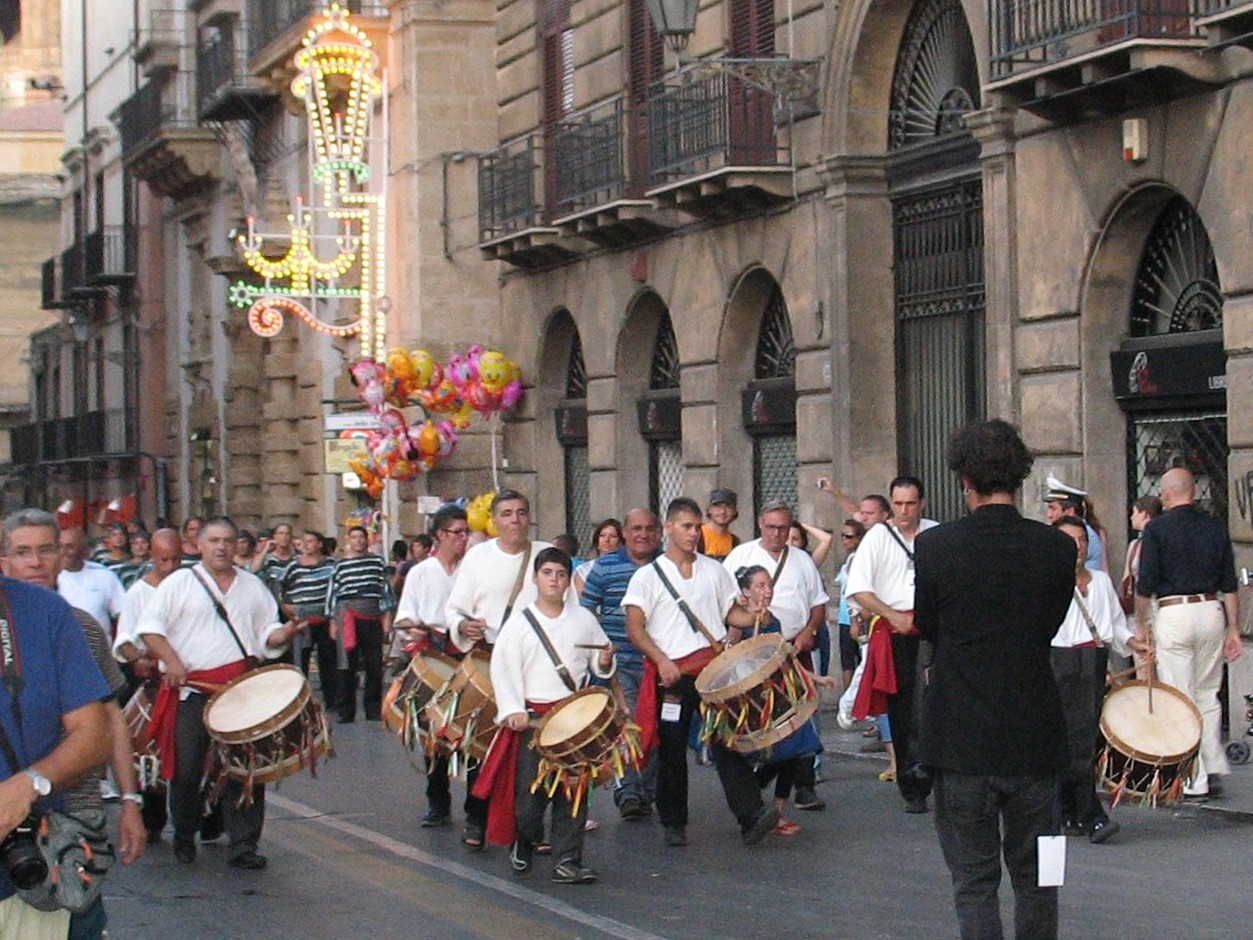
Průvod bubeníků a námořníků 14. července 2009
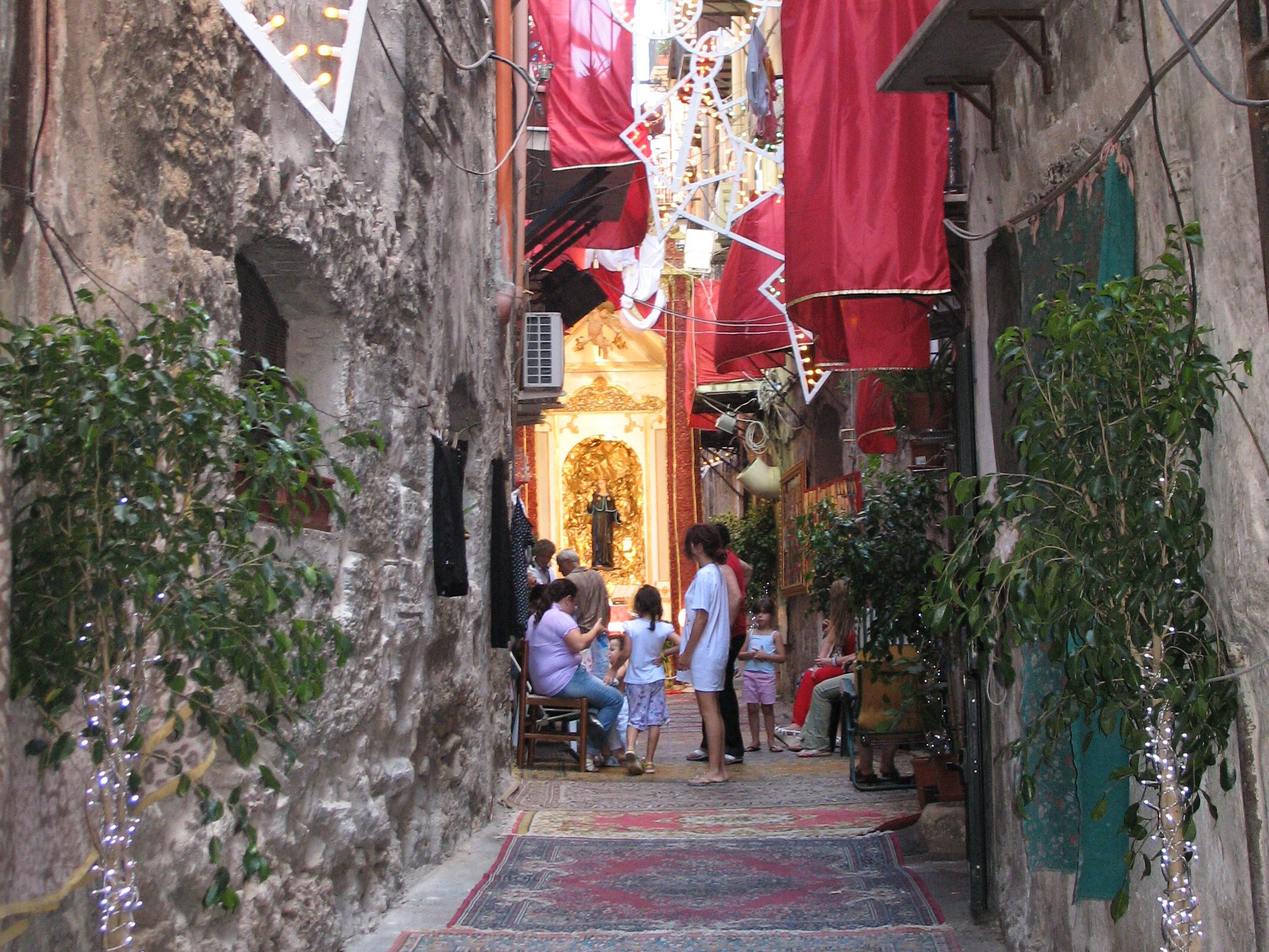
Uličky ve starém centru Palerma jsou slavnostně vyzdobeny a pokryty koberci
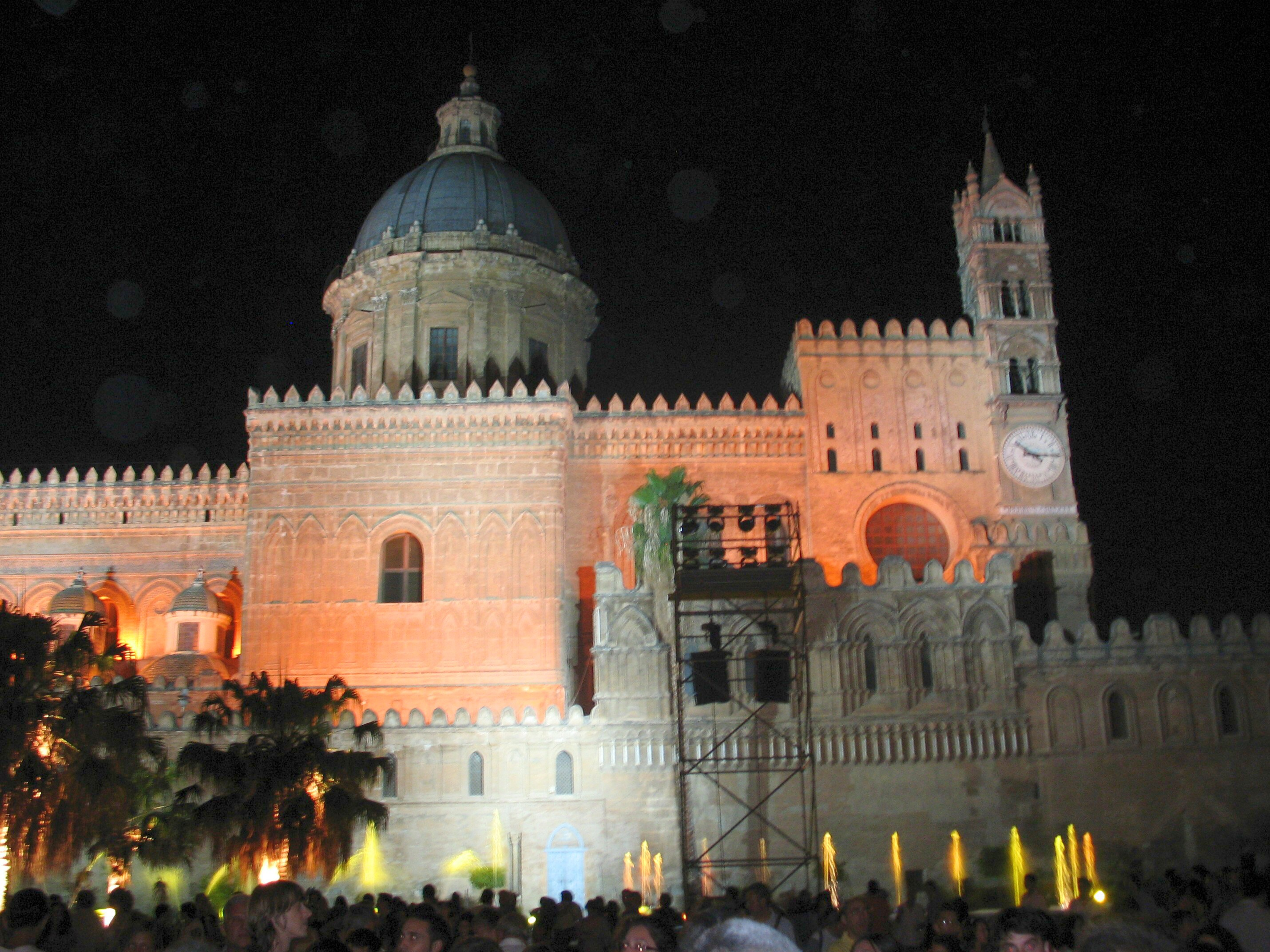
Slavnostní osvětlení palermské katedrály, červenec 2009
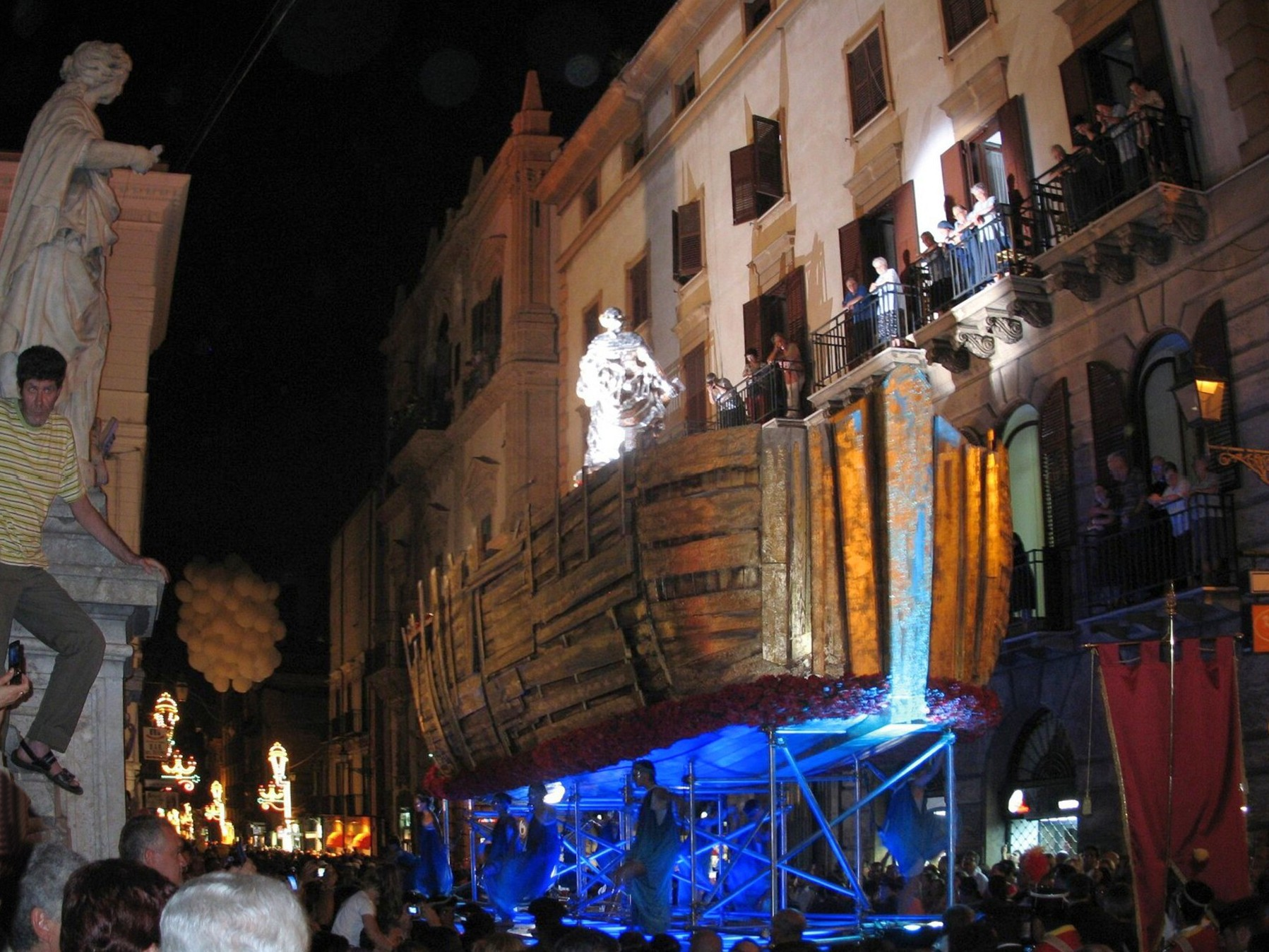
Socha svaté Rozálie je na voze v podobě lodi tažena ulicemi Palerma, 14. 7. 2009
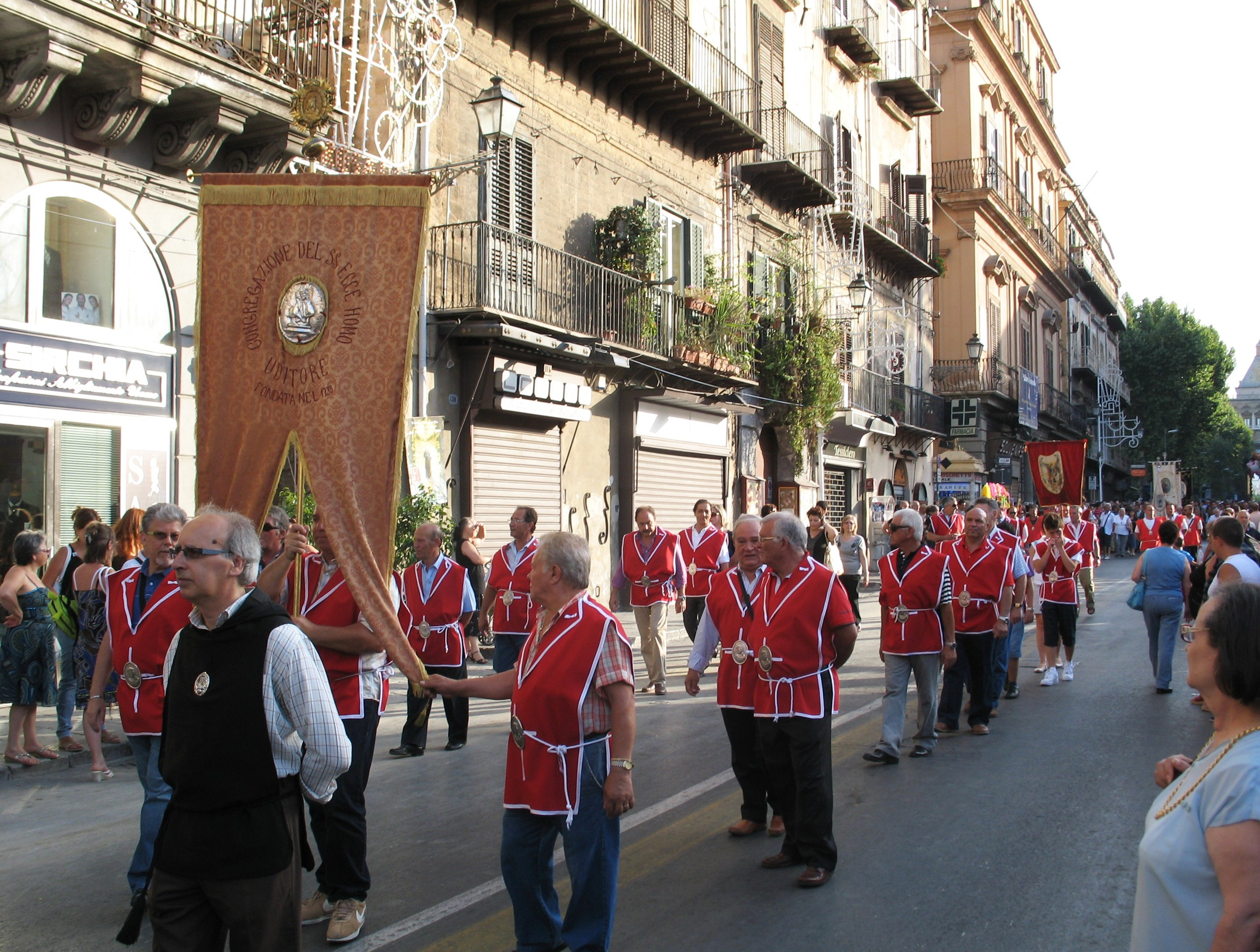
Církevního procesí se účastní představitelé desítek laických bratrstev
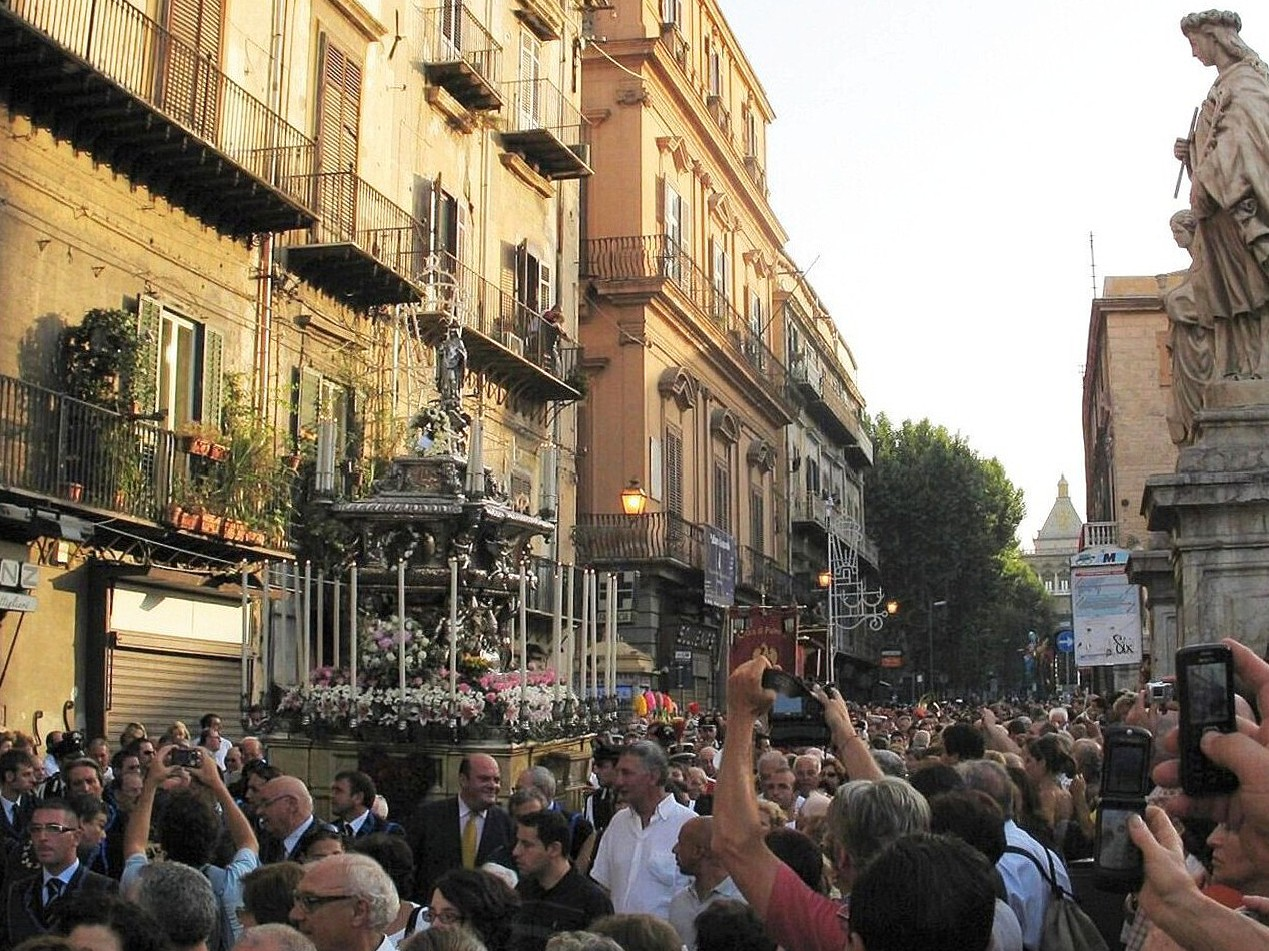
Vyvrcholením slavností je procesí 15. července, v němž je nesena schrána s ostatky sv. Rozálie